# ناحیه الرباح
ناحیه الرباح (به عربی: دائرة الرباح) یک ناحیه در الجزایر است که در استان الوادی واقع شده‌است.

## خصوصیات
ناحیه الرباح ۴۰٬۷۱۹ نفر جمعیت دارد.